# Masparraute
 Masparraute  (Martxueta en euskera) es una población y comuna francesa, en la región de Aquitania, departamento de Pirineos Atlánticos, en el distrito de Bayona y cantón de País de Bidache, Amikuze y Ostibarre.

## Demografía
| Gráfica de evolución demográfica de Masparraute entre 1800 y 2012 |
|                                                                   |

Fuentes: Ldh/EHESS/Cassini e INSEE.